# Molanna cupripennis
Molanna cupripennis är en nattsländeart som beskrevs av Georg Ulmer 1906. Molanna cupripennis ingår i släktet Molanna och familjen skivrörsnattsländor. Inga underarter finns listade i Catalogue of Life.